# Tetrapediini
Tetrapediini es una tribu de himenópteros apinos. Tiene los siguientes géneros según BioLib.

## Géneros
- Coelioxoides Cresson, 1878
- Tetrapedia Klug, 1810